# 薩摩湯田站
薩摩湯田站（日语：／ Satsuma-Yuda eki */?）為位於鹿兒島縣薩摩郡宮之城町湯田（現時：薩摩郡薩摩町湯田）的日本國有鐵道（國鐵）宮之城線的鐵路車站（廢站）。

## 歷史
- 1934年（昭和9年）7月8日：宮之城站至薩摩鶴田站之間開通，此站啟用[1]。
- 1962年（昭和37年）3月25日：結束貨運和行李起卸業務[1][2]。同時成為無人車站[3]。
- 1987年（昭和62年）1月10日：隨著宮之城線全線廢除，此站也被廢除[1]。

## 現狀
路軌遺址變為道路，車站遺址設置了「國鐵宮之城線薩摩湯田站跡」紀念碑和車輪。
在廢線後的替代巴士南國交通，沒有此處設站。

## 相鄰車站
日本國有鐵道（國鐵）
宮之城線
佐志－薩摩湯田－薩摩鶴田

## 相關項目
- 日本鐵路車站列表 Sa